# Les Gaîtés de l'escadron (film, 1932)
Pour les articles homonymes, voir Les Gaîtés de l'escadron.
Pour plus de détails, voir Fiche technique et Distribution.
Les Gaîtés de l'escadron est un film français réalisé par Maurice Tourneur, sorti en 1932.

## Synopsis
En 1885, le train-train de l'escadron du 51e régiment de chasseurs à cheval est égayé par l'arrivée des réservistes, assombri par l'inspection du général, secoué par la désertion de deux hommes tyrannisés par le féroce adjudant Flick et amusé par de fortes têtes désopilantes. 
Le capitaine Hurluret, qui aime profondément ses soldats, saura se dresser devant le détestable adjudant.

## Fiche technique
- Titre : Les Gaîtés de l'escadron
- Réalisation : Maurice Tourneur, assisté d'Henri Lepage et  Jacques Tourneur
- Scénario : Georges Dolley, d'après la pièce éponyme de Georges Courteline et Édouard Norès
- Décors : Jacques Colombier
- Photographie : Raymond Agnel, René Colas
- Son : Antoine Archimbaud
- Montage : Jacques Tourneur
- Production : Bernard Natan, Émile Natan
- Société de production : Pathé-Natan
- Société de distribution : Pathé Consortium Cinéma
- Tournage : d'avril à juin 1932
- Pays de production :  France
- Langue originale : français
- Format : Noir et blanc (scènes au pochoir couleur par Pathé Color) — 35 mm — 1,37:1
- Genre : Comédie
- Durée : 81 minutes
- Date de sortie : 
  - France : 16 septembre 1932

## Distribution
- Raimu : le capitaine Hurluret, du 51e dragon
- Jean Gabin : le soldat Fricot, l'éternel récalcitrant
- Fernandel : le soldat Vanderague, le brimé
- Charles Camus : l'adjudant Flick
- Henry Roussell : le général
- René Donnio : le soldat Laplotte, le compère de Fricot
- Pierre Labry : le réserviste Potiron
- Frédéric Munié : le sous-lieutenant Mousseret
- Pierre Ferval : le soldat Vergisson
- Lucien Nat : le maréchal des logis chef Bernot
- Georges Bever : le soldat La Guillaumette
- Paul Azaïs : le soldat Croquebol
- Roland Armontel : Barchetti
- Louis Cari : Bernot, le fourrier
- Marcel Lutrand : Favret
- Géo Laby : Peplat
- Pierre Dac : Ledru (Pierre Dac n'est pas cité au générique, le nom de son personnage n'apparaît pas dans le film)
- Marcel Magnat : Laigrepin
- Albert Montigny : le maréchal des logis Dupont
- Mady Berry : Mme Bijou, la cantinière
- Kitty Pierson : la charcutière
- Jacqueline Brizard : la blanchisseuse
- Jean-François Martial : un soldat
- Jacques Beauvais : le patron du beuglant
- Julien Carette : un cavalier
- Palmyre Levasseur : la diseuse
- Édouard Francomme : un soldat à la pluche des patates
- Léo Courtois
- Pierre Athon

## Autour du film
- Ce film est un remake du film de 1913 Les Gaîtés de l'escadron, du même Maurice Tourneur[1].